# Капсуль-детонатор

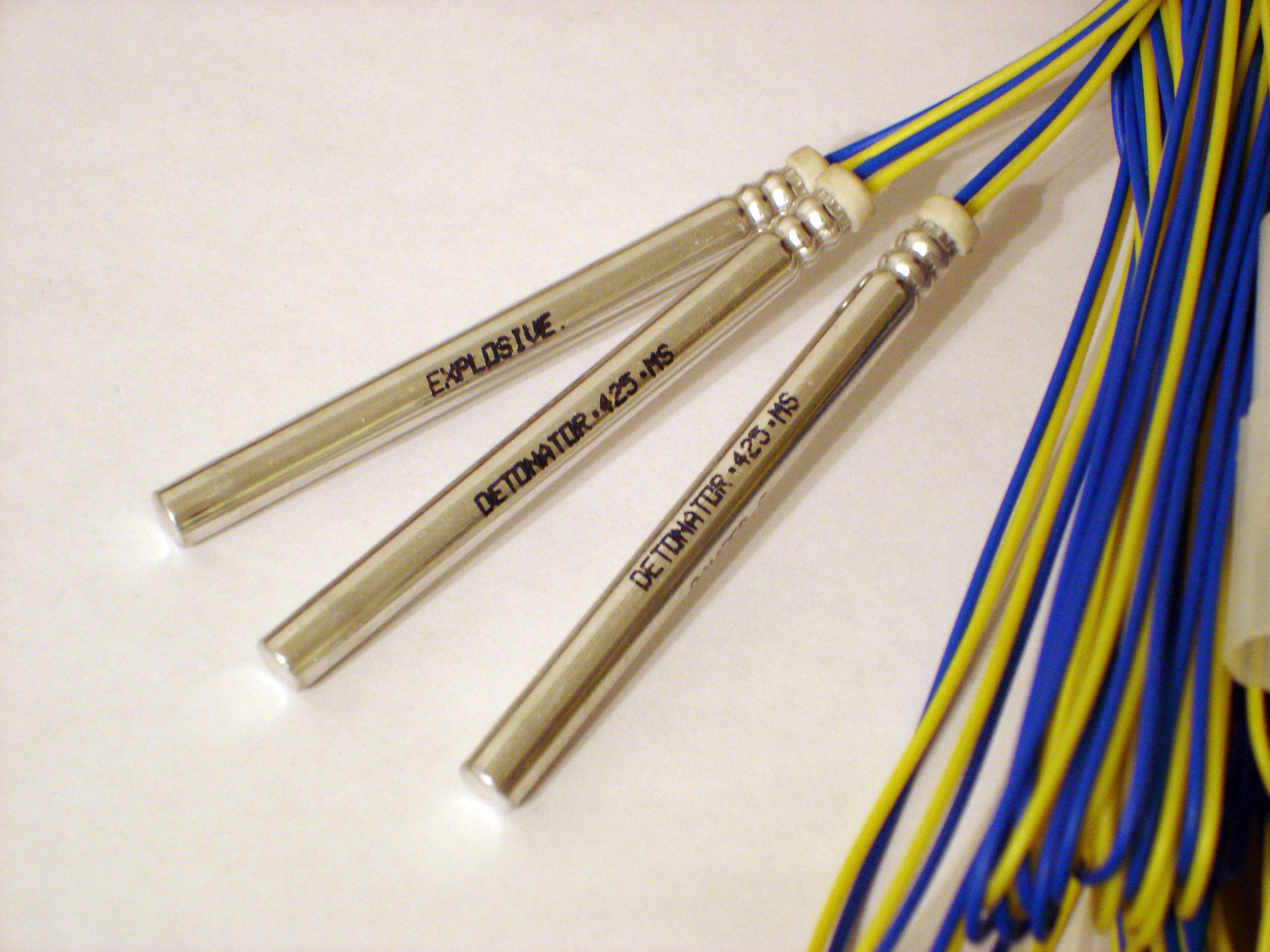
Капсуль-детонатор

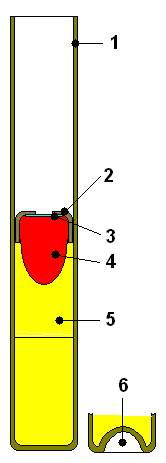
Конструкція капсуля-детонатора

Капсуль-детонатор (англ. blasting cap; нім. Sprengkapsel f, рос. капсюль-детонатор) — засіб висаджування, призначений для збудження детонації зарядів вибухових речовин (ВР), детонуючих шнурів, проміжних детонаторів тощо.
Являє собою металеву або паперову гільзу діаметром близько 7 мм, споряджену високобризантною та ініціювальною ВР. Використовується при вогневому способі висаджування, а також є складовою частиною електродетонатора. 
Капсуль-детонатор із введеним у нього і закріпленим відрізком вогнепровідного шнура називається запальною (запалювальною) трубкою.

## Інтернет-ресурси
- Explosivstoffe zur Brandbekämpfung (abgerufen am 24. April 2020)
- Technische Regel zum Sprengstoffrecht Sprengarbeiten (abgerufen am 24. April 2020)
- Hohlladung mit gerichteter Sprengwirkung (abgerufen am 24. April 2020)
- Verordnung vom 27. Januar 1971 über die Verhütung von Unfällen bei Sprengarbeiten (abgerufen am 24. April 2020)
- 1956 safety film «Blasting Cap — Danger!» from Prelinger Archives
- Modelling and Simulation of Burst Phenomenon in Electrically Exploded Foils [Архівовано 2016-04-24 у Wayback Machine.]